# Queer
Queer är ett brett normkritiskt begrepp vars betydelse inte är helt definierad. Detta hänger samman med att tvetydighet, gränsöverskridande och brott mot "det normala" är en central poäng med queerbegreppet. Queer kan dels användas för att beskriva ett förhållningssätt eller en rörelse som kritiserar normer kring kön och sexualitet (främst heteronormen), dels vara ett sätt att identifiera sig, och kan då till exempel syfta på könsidentitet, sexuell läggning och/eller förhållningssätt. Ordet används framför allt som centralt begrepp inom queerteori.  
RFSL definierar queer som "Ett brett begrepp som kan betyda flera olika saker men i grunden är ett ifrågasättande av heteronormen. Många ser sin könsidentitet och/eller sin sexualitet som queer. Queer kan innebära en önskan att inkludera alla kön och sexualiteter eller att inte behöva identifiera/definiera sig."
Queer ingår i paraplybegreppet HBTQI som står för homosexuella, bisexuella, transpersoner, personer med queera uttryck och identiteter samt intersexpersoner.

## Queerbegreppets ursprung

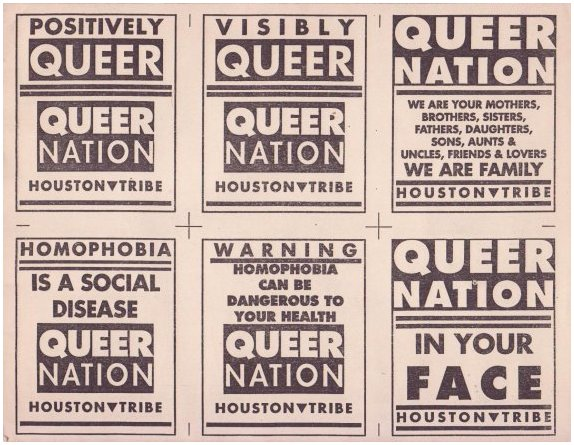
Flygblad från Queer Nation i Houston, USA.

Queer var från början ett engelskt ord med betydelsen udda eller konstig, men kom med tiden även att betyda homosexuell, ofta som ett skällsord. Begreppet började sedan anammas av gayrörelsen. Återtagandet av begreppet och queerrörelsens födelse brukar kopplas samman med den homosexuella frigörelseparaden i New York 1990, där deltagarna skanderade "We're here, we're queer, get used to it"! Under paraden spreds även flygblad av gruppen Queer Nation, som uppmanade till uppror mot förtrycket av hbtq-personer. Queeraktivisterna var trötta på att snällt "invänta eventuella förbättringar i lagstiftning och omvärldens attityder". De ville göra upp med majoritetssamhällets förväntan om att queera ska förneka och nedvärdera sin identitet och kultur. Denna tidiga queerrörelses aktioner och uttryck präglades därför av konfrontation och en "queer in your face"-attityd.

## Queerteori
Queerteori är ett samlingsnamn för kritiska perspektiv på sexualitet. En gemensam utgångspunkt är att "betrakta sexualiteter som socialt, historiskt och geografiskt konstruerade".
Queerteoretiker anser inte att det finns någon "naturlig" sexualitet. Begreppen "man" och "kvinna" anses inte heller ha någon oföränderlig, enhetlig innebörd.  Centralt inom queerteorin är att studera heteronormen, dvs. den norm enligt vilken det enbart finns två tydligt åtskilda kön (män och kvinnor) som kompletterar och begär varandra.